# Evarcha pileckii
Evarcha pileckii är en spindelart som beskrevs av Prószynski 1999 [2000. Evarcha pileckii ingår i släktet Evarcha och familjen hoppspindlar. Inga underarter finns listade i Catalogue of Life.